# クルフィン
クルフィン（Curufin、第一紀? - 太陽の時代505年）は、J・R・R・トールキンの中つ国を舞台とした小説、『シルマリルの物語』の登場人物。もっとも偉大なエルフ、フェアノールの七人の息子の五男。母はネアダネル。ノルドールの上級王フィンウェの孫。息子にケレブリンボール。巧みのクルフィン(Curufin the Crafty)と呼ばれる。父、兄弟とともに「フェアノールの誓言」をなし、もっとも性急にこれを果たそうとするケレゴルムと、常に行動をともにした。ベレリアンドにおいては、ダゴール・ブラゴルラハまでケレゴルムとともにヒムラドを治めた。
クルフィンの父名はクウェンヤで「技あるフィンウェ」を意味する、クルフィンウェ（Curufinwë）であった。これは本来かれの父フェアノールがフィンウェより与えられた父名であったが、フェアノールはこれを自分にもっとも似ている息子にあたえた。かれの母名は「小さな父」を意味する、アタリンケ（Atarinkë）であった。

クルフィンはつねにその兄ケレゴルムとともに登場する。かれは常にケレゴルムと行動をともにしたが、激越な兄と違い、振舞いが冷静なものとして描かれている。

## フェアノールの誓言
フェアノールとその息子たちは、モルゴスからのシルマリル奪還を誓う誓言をたてた。このフェアノールの誓言は、フェアノールとその息子たちを除き、善悪を問わずなに者もこれを持つことを禁ずる、という苛酷なものであった。シルマリルの一つはシンダールの王シンゴルの有するところとなり、このためかれらはシルマリルを持つ同族を襲った。ケレゴルムは兄弟のうちもっとも性急にこれを果たそうとした。

## ヒムラドのクルフィン
クルフィンはマイズロスの辺境国の南東、ケロン川とアロス川のあいだの地ヒムラド（冷涼たる平原）を領土と定め、ケレゴルムとともにこれを治めた。アレゼルがヒムラドを訪れたとき、ケレゴルムとクルフィンはカランシアとともにサルゲリオンの東に馬を走らせていた。のちにアレゼルはケロン川を渡り、ナン・エルモスのエオルの娶るところとなる。のちにエオルがかれのもとから去ったアレゼルとマイグリンを求めてヒムラドを訪れると、クルフィンはかれを冷たい言葉で追い返した。

## ナルゴスロンドのクルフィン
ダゴール・ブラゴルラハにおいてケレゴルムとクルフィンは敗北し、かれらの一党はナルゴスロンドのフィンロドの元へと避難した。ベレンがモルゴスからシルマリルを奪うためフィンロドの助力を願うと、フィンロドはベレンの父バラヒアへの誓言のためこれを受け入れ、かれの一族に助力を求めた。ケレゴルムとクルフィンはこれを聞くと、「フェアノールの誓言」のことを語り、フィンロドの一族を恐れさせた。そのためフィンロドはナルゴスロンドの民から見放され、わずか十人の供のものを連れて、ベレンとともに出発した。フィンロドはオロドレスを摂政に選んだが、ナルゴスロンドの民心はケレゴルムとクルフィンの支配するところとなった。かれらはフィンロドを一人死なしめ、ナルゴスロンドの王位を簒奪するつもりであった。

### ルーシエンの虜囚
猟犬フアンは、ベレンを追ってドリアスを出たルーシエンを見つけてこれを捕らえ、ケレゴルムのもとへ連れていった。ケレゴレムはかの女を慇懃にナルゴスロンドに招くと、しかるのち閉じ込めた。そしてかの女の父シンゴルには、ルーシエンを娶るべく使者をだした。ケレゴルムはかの女に恋慕し、かの女を娶ることでベレリアンドのエルフの大王たることを望んだからである。しかしフアンはルーシエンを秘密の道から連れ出し、その背に乗せてナルゴスロンドを去った。

### ナルゴスロンドからの追放
ルーシエンとフアンはトル・シリオンでサウロンに打ち勝ち、ベレンと捕らわれのエルフを救出した。フアンはケレゴルムのもとへと帰ったが、かれらの愛情は減じていた。ナルゴスロンドに帰ったエルフたちは、フィンロドの死に傷心し、またルーシエンの行いを称えた。そのためナルゴスロンドの民はケレゴルムとクルフィンの裏切りに気付き、再びオロドレスに従った。オロドレスはふたりを追放した。ケレゴルムとクルフィンは、クルフィンの息子ケレブリンボールも含め、かれらの一党全員から見放され、つき従うものは猟犬フアンだけであった。

## ベレンとの対決
ケレゴルムとクルフィンは兄マイズロスを求めて北方へと馬を駆り、ブレシルの森で偶然にもベレンとルーシエンを見いだした。ケレゴルムはベレンを襲い、クルフィンはルーシエンを抱えた。しかしベレンは跳躍し、クルフィンをつかんで馬から引き落とした。ケレゴルムが槍を持ってベレンに寄ると、フアンはついに主人を見放しベレンを守ったため、かれは近づけなかった。ベレンはクルフィンから短剣アングリストと馬を取り上げた。ケレゴルムはクルフィンを馬上に乗せて去ろうとしたが、クルフィンは弓を取るとルーシエンに向けて矢を二つ放った。一つはフアンがとらえ、もう一つはベレンがその胸で防いだ。フアンが追うとケレゴルムとクルフィンは逃げ去った。かれらはナン・ドゥンゴルセブを通り抜け、マイズロスのもとへと至った。

## マイズロスの連合
マイズロスはベレリアンドのエルフの力を結集すべく、「マイズロスの連合」と呼ばれる同盟を提唱したが、シンゴル王とオロドレスは協力しなかった。

### 不完全な連合
ベレンとルーシエンがモルゴスのもとからシルマリルを持ち帰ると、フェアノールの息子たちは高飛車な態度でこれを要求した。シンゴル王は使者を追い返した。かつてルーシエンとベレンに害をなしたケレゴルムとクルフィンへの怒りは静めがたく、またシルマリルを大事に思っていたためである。マイズロスはモルゴスとの対決のためシンゴル王の助力を欲しており、そのためなにも言わなかった。しかしケレゴルムとクルフィンは、モルゴスを倒したのちシンゴル王がシルマリルを渡さなければ、かれとかれの民を滅ぼすことを公言した。そのためシンゴル王はフェアノールの息子たちへの協力を拒んだ。さらにナルゴスロンドのオロドレスもケレゴルムとクルフィンへの怒りから、フェアノールの息子の提案には耳を傾けなかった。

### 連合の敗北
マイズロスとその兄弟は、ノルドール、人間、ドワーフからなる東軍を率いて、ニアナイス・アルノイディアドを戦った。かれらはオーク、バルログ、竜らと戦い善戦したが、人間の裏切りによって敗れた。フェアノールの息子たちはそれぞれ傷を負いながらも、エルフ、ドワーフの生存者とともにドルメド山へと逃れた。

## 第二の同族殺し
ルーシエンがこの世を去り、その息子ディオルがシルマリルを受け継いだ。フェアノールの息子たちはこれを引き渡すよう要求したが、ディオルは返答しなかった。するとケレゴルムは兄弟たちを煽りたて、誓言にしたがってドリアスを襲い、これを滅ぼした。クルフィンはここで、ケレゴルム、カランシアとともにディオルに討たれ、しかしディオルもまた討ち死にした。

## フェアノールの系図
|            |            |            |            |            |            |  |  |            |            |            |            |            |            | フィンウェ | フィンウェ | フィンウェ | フィンウェ | フィンウェ   | フィンウェ   |              |              | ミーリエル   | ミーリエル   | ミーリエル | ミーリエル | ミーリエル | ミーリエル |            |            | マハタン   | マハタン   | マハタン         | マハタン   | マハタン   | マハタン   |            |            |  |  |          |          |          |          |          |          |  |  |          |          |          |          |          |          |  |  |  |  |  |  |  |  |  |  |  |  |  |  |  |  |  |  |  |  |  |  |  |  |  |  |
|            |            |            |            |            |            |  |  |            |            |            |            |            |            | フィンウェ | フィンウェ | フィンウェ | フィンウェ | フィンウェ   | フィンウェ   |              |              | ミーリエル   | ミーリエル   | ミーリエル | ミーリエル | ミーリエル | ミーリエル |            |            | マハタン   | マハタン   | マハタン         | マハタン   | マハタン   | マハタン   |            |            |  |  |          |          |          |          |          |          |  |  |          |          |          |          |          |          |  |  |  |  |  |  |  |  |  |  |  |  |  |  |  |  |  |  |  |  |  |  |  |  |  |  |
|            |            |            |            |            |            |  |  |            |            |            |            |            |            |            |            |            |            |              |              |              |              |              |              |            |            |            |            |            |            |            |            |                  |            |            |            |            |            |  |  |          |          |          |          |          |          |  |  |          |          |          |          |          |          |  |  |  |  |  |  |  |  |  |  |  |  |  |  |  |  |  |  |  |  |  |  |  |  |  |  |
|            |            |            |            |            |            |  |  |            |            |            |            |            |            |            |            |            |            | フェアノール | フェアノール | フェアノール | フェアノール | フェアノール | フェアノール |            |            |            |            |            |            | ネアダネル | ネアダネル | ネアダネル       | ネアダネル | ネアダネル | ネアダネル |            |            |  |  |          |          |          |          |          |          |  |  |          |          |          |          |          |          |  |  |  |  |  |  |  |  |  |  |  |  |  |  |  |  |  |  |  |  |  |  |  |  |  |  |
|            |            |            |            |            |            |  |  |            |            |            |            |            |            |            |            |            |            | フェアノール | フェアノール | フェアノール | フェアノール | フェアノール | フェアノール |            |            |            |            |            |            | ネアダネル | ネアダネル | ネアダネル       | ネアダネル | ネアダネル | ネアダネル |            |            |  |  |          |          |          |          |          |          |  |  |          |          |          |          |          |          |  |  |  |  |  |  |  |  |  |  |  |  |  |  |  |  |  |  |  |  |  |  |  |  |  |  |
|            |            |            |            |            |            |  |  |            |            |            |            |            |            |            |            |            |            |              |              |              |              |              |              |            |            |            |            |            |            |            |            |                  |            |            |            |            |            |  |  |          |          |          |          |          |          |  |  |          |          |          |          |          |          |  |  |  |  |  |  |  |  |  |  |  |  |  |  |  |  |  |  |  |  |  |  |  |  |  |  |
|            |            |            |            |            |            |  |  |            |            |            |            |            |            |            |            |            |            |              |              |              |              |              |              |            |            |            |            |            |            |            |            |                  |            |            |            |            |            |  |  |          |          |          |          |          |          |  |  |          |          |          |          |          |          |  |  |  |  |  |  |  |  |  |  |  |  |  |  |  |  |  |  |  |  |  |  |  |  |  |  |
|            |            |            |            |            |            |  |  |            |            |            |            |            |            |            |            |            |            |              |              |              |              |              |              |            |            |            |            |            |            |            |            |                  |            |            |            |            |            |  |  |          |          |          |          |          |          |  |  |          |          |          |          |          |          |  |  |  |  |  |  |  |  |  |  |  |  |  |  |  |  |  |  |  |  |  |  |  |  |  |  |
| マイズロス | マイズロス | マイズロス | マイズロス | マイズロス | マイズロス |  |  | マグロール | マグロール | マグロール | マグロール | マグロール | マグロール |            |            | ケレゴルム | ケレゴルム | ケレゴルム   | ケレゴルム   | ケレゴルム   | ケレゴルム   |              |              | カランシア | カランシア | カランシア | カランシア | カランシア | カランシア |            |            | クルフィン       | クルフィン | クルフィン | クルフィン | クルフィン | クルフィン |  |  | アムロド | アムロド | アムロド | アムロド | アムロド | アムロド |  |  | アムラス | アムラス | アムラス | アムラス | アムラス | アムラス |  |  |  |  |  |  |  |  |  |  |  |  |  |  |  |  |  |  |  |  |  |  |  |  |  |  |
| マイズロス | マイズロス | マイズロス | マイズロス | マイズロス | マイズロス |  |  | マグロール | マグロール | マグロール | マグロール | マグロール | マグロール |            |            | ケレゴルム | ケレゴルム | ケレゴルム   | ケレゴルム   | ケレゴルム   | ケレゴルム   |              |              | カランシア | カランシア | カランシア | カランシア | カランシア | カランシア |            |            | クルフィン       | クルフィン | クルフィン | クルフィン | クルフィン | クルフィン |  |  | アムロド | アムロド | アムロド | アムロド | アムロド | アムロド |  |  | アムラス | アムラス | アムラス | アムラス | アムラス | アムラス |  |  |  |  |  |  |  |  |  |  |  |  |  |  |  |  |  |  |  |  |  |  |  |  |  |  |
|            |            |            |            |            |            |  |  |            |            |            |            |            |            |            |            |            |            |              |              |              |              |              |              |            |            |            |            |            |            |            |            | ケレブリンボール |            |            |            |            |            |  |  |          |          |          |          |          |          |  |  |          |          |          |          |          |          |  |  |  |  |  |  |  |  |  |  |  |  |  |  |  |  |  |  |  |  |  |  |  |  |  |  |